# Kračevec
Kračevec es una localidad de Croacia en el municipio de Visoko, condado de Varaždin.

## Geografía
Se encuentra a una altitud de 196 m s. n. m. a 52,5 km de la capital nacional, Zagreb.

## Demografía
En el censo 2011, el total de población de la localidad fue de 135 habitantes.
| Gráfica de población de Kračevec 1857-2011                          |
|                                                                     |
| Según los censos de población de la oficina estadística de Croacia. |